# Jens Langkniv
 For alternative betydninger, se Jens Langkniv (flertydig). (Se også artikler, som begynder med Jens Langkniv)
 For alternative betydninger, se Jens Olesen. (Se også artikler, som begynder med Jens Olesen)
Jens Langkniv, født Jens Olesen var en jysk fredløs, der ifølge sagnet holdt til i Daugbjerg Kalkgruber i 1600-tallet og var særlig aktiv under Trediveårskrigen, da Albrecht von Wallensteins tropper hærgede Jylland 1627-1628. Han var bevæbnet med en kniv, som var bundet fast med en lang line, så han kunne kaste den og hurtigt trække den til sig igen. Han er blevet kaldt en jysk "Robin Hood".
Ifølge sagnet var Jens Langkniv fredløs, fordi han havde dræbt en delefoged, der ønskede Jens' mor brændt som heks. Samme sagn fortæller, at han skulle være blevet taget til nåde efter at have bekæmpet Wallensteins tropper foran Viborgs porte. Men efter at være vendt tilbage til det fredløse liv skal han være blevet henrettet i Horsens.
Jens Langkniv søgte tilflugt i Daugbjerg Kalkgruber, hvor Jens Langknivs hule, 60 meter under jordens overflade, er den største grotte i kalkminens gangsystem.
I Ulvedal Plantage nær Karup findes en langdysse, der kaldes Jens Langknivs Hule, fordi Jens Langkniv skal have haft tilholdssted der.

## Kunstneriske bearbejdninger
Jens Langknivs farverige liv er kommet til udtryk i mange kunstneriske sammenhænge:
- Jeppe Aakjær skrev romanen Jens Langkniv med undertitlen Af Fjends Herreds Krønikebog (1916).
- Instruktørerne Per Knutzon og Peter Lind lavede filmen Jens Langkniv efter Aakjærs roman med Poul Reichhardt i titelrollen (1940).
- Orla Klausen har lavet en tegneserietrilogi under navnet Jens Langkniv, også baseret på Aakjærs roman (1981-1982).
- Lars Lilholt Bands andet album bar titlen Jens Langkniv og indeholder en sang med samme navn (1984).
- Karakteren Jens Langkniv bliver portrætteret af komikeren Brian Mørk i en sketch fra satireprogrammet Gustne gensyn (2006).